# 레이디스 홈 저널

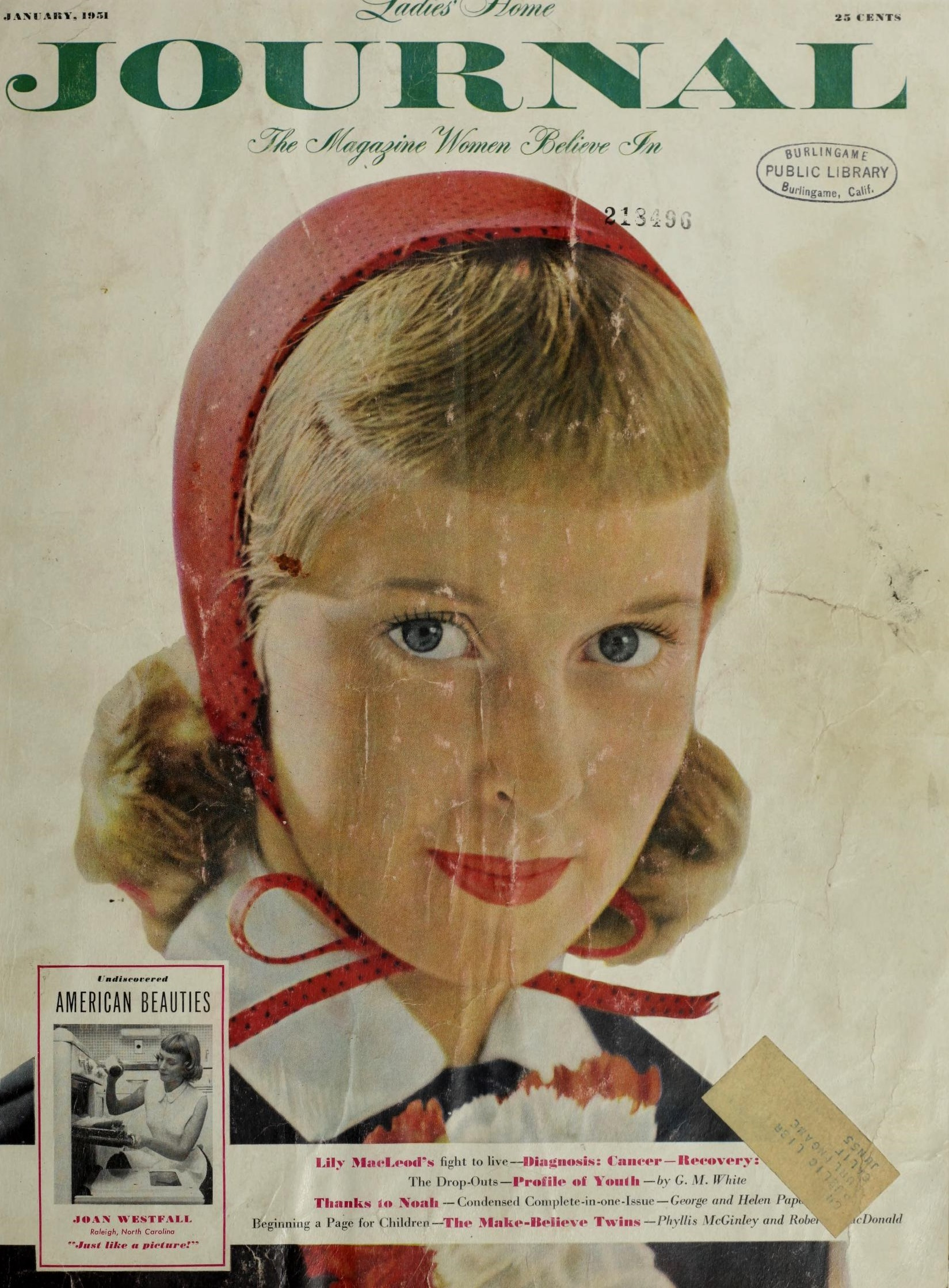
1951년 1월호 표지

레이디스 홈 저널(Ladies' Home Journal)은 메러디스사가 마지막으로 발행한 미국 잡지였다. 1883년 2월 16일에 처음 발행되었고, 결국 20세기 미국의 대표적인 여성 잡지 중 하나가 되었다. 1891년에는 필라델피아에서 커티스 출판사에 의해 발행되었다. 1903년에는 구독자 수 100만 명을 달성한 최초의 미국 잡지였다.